# Szabó P. Szilveszter
Szabó Péter Szilveszter (Mátészalka, 1974. január 1. –) Jászai Mari-díjas magyar színész.

## Életrajz

### Gyermekkor
Mátészalkán született. Gyermekkora meghatározó nyarait nővérével közösen Szamosszegen töltötték lelkész nagyapjuknál. Az építész édesanyától örökölt kézügyességük jóvoltából rajzolással, és a templomkertben való játékkal múlatták az időt. Zenei általános iskolába járt. Mivel itt két Szabó Péter volt, ezért a második nevét kezdte el használni. Később az Esze Tamás Gimnázium emelt angol tagozatán folytatta tanulmányait. Fogorvos édesapja tanácsára biológia tagozatra is járt.

### Pályakezdés
A fogtechnikusi iskolától Gór Nagy Mária Színitanodája térítette el. Dédapjának Erdélyben volt színháza, a Sarkadi Kabaré, amely Sepsiszentgyörgy környékén működött, és az államosítás áldozatául esett, nagymamája pedig Sarkadi Imre drámaíró unokatestvére, így a színház szeretete már a vérében volt. A felvételi kicsit furán sikerült, Gór Nagy Mária először nagyon haragudott rá, a precízen kidolgozott életrajzát ugyanis egy boríték hátoldalára írva adta be. A Színitanoda elvégzése után játszott rövid ideig az Arany János Színházban és az Új Színházban is. 1995-ben csatlakozott a székesfehérvári Vörösmarty Színházhoz, majd 1996-ban az Operett Színházhoz.

### Operettszínház
1996-ban a Budapesti Operettszínház tagja lett. Élete egyik nagy lehetőségeként tartja számon, amikor huszonévesen megkapta a Halál szerepét az Elisabethben, amitől 1997-ben búcsúzott el, mikor felvételt nyert a Színház- és Filmművészeti Egyetemre. Ez alatt a négy év alatt megismerte az ott tanító „nagy öregeket”, hajnalig a színpadon próbált, díszletet „farigcsált”. Kacérkodott a rendezéssel is, de a 3. évben „közös megegyezéssel” elváltak útjai Babarczy Lászlótól. Ezután ismét az Operett Színházhoz került. Jelentős szerepeket kapott, a folyton kérdező, a világgal és önmagával viaskodó intrikusként. Bernardót a West Side Storyban, Colloredót a Mozartban, Tybaltot a Rómeó és Júliában. Azért a sokoldalúságát is megcsillogtathatta. Alakította a Kabaréban a konferansziét, A Szépség és a Szörnyeteg elvarázsolt hercegét, a Rudolf rezonőr bábjátékosát, a Menyasszonytánc Jonel őrmesterét, a Párizsi életben a hírhedt párizsi aranyifjú Bobinet-t, A víg özvegyben Nyegust. 2004-ben és 2006-ban Súgó Csiga közönségdíjat kapott, a szakma elismeréseként pedig 2008. március 15-én Jászai Mari-díjjal tüntették ki kiemelkedő színművészeti és színháztudományi tevékenységéért. 2003-ban és 2009-ben az Év Musical Színésze. 2011. december 16-án vehette át Artisjus-díját, az Artisjus Zenei Alapítványtól a kortárs magyar zenei művek bel‑ és külföldi terjesztéséért, megismertetéséért. 2012-ben Arany Kotta Díjban részesült a Miss Saigon és A Nyomorultak című musicalekben nyújtott alakításáért. 2014-ben Arany Kotta Díjat kapott, mint Legjobb színész az Elfújta a szélben nyújtott alakításáért. 2014-ben pedig az Operettszínház évad férfi főszereplőjének járó Csillag-díját vehette át az Elfújta a szél Rhett Butler szerepért. 2014-ben a Karinthy Színház évad színészének járó díját adták át neki Az Ördög Jánosáért.
2023-ban pályázott a színház igazgatói posztjára.

### Színházon kívül
Szabad idejét is maximálisan kihasználja. A gimnázium óta ír novellákat, forgatókönyvet, Révész című kisfilmje több filmszemlén is megmutatkozott, zenét szerez, 4 évig színészmesterséget tanított a Pesti Broadway Stúdióban, saját darabot rendez, fotóz, szobrászkodik. Alkotótársaival 2005. évben indította útjára a Szélmalom cd-sorozatot. Hasonló címmel rendezett korábban egy francia sanzonestet. A sorozat első epizódja Földes Tamás Negyvenedik tél című maxilemeze, melyet követ majd Dzsoni nagylemeze, és a társak lemezei, egy-egy évszak hangulatait megjelenítve (Siménfalvy Ágota: tavasz, Németh Attila: nyár, Szilveszter: ősz). 2009 augusztusában jelent meg új verseskötete, Lélekzet címmel.
Öt évig élt együtt Siménfalvy Ágota színésznővel. Felesége Godó Gabriella, akivel közös kislányuk Szabó Panna Hanna. Neveltánya Molnár Zsófia, akinek édesapja Molnár László.

## Díjai, elismerései
- Az év musical színésze (2003, 2009)
- Súgó Csiga-díj (2004, 2006)
- Jászai Mari-díj (2008)
- Artisjus-díj (2011)
- Arany Kotta díj – Legjobb színész (2012, 2014, 2017)
- Karinthy Színház – Az évad színésze (2014)
- Csillag-díj (2014)

## Eddigi szerepei
- Grease
- Puskás a musical - Vörös elvtárs
- Hair
- Elisabeth – A Halál
- Van, aki forrón szereti – Spats
- Egy csók, és más semmi
- Anna Karenina
- A három testőr – Rochefort
- Légy jó mindhalálig – Sarkadi tanár úr
- West Side Story – Bernardo
- Háztűznéző
- Jézus Krisztus szupersztár – Heródes király
- Chicago
- La Mancha lovagja – Dr. Carrasco
- Funny Girl – Nick Arnstein
- A kutya, akit Bozzi úrnak hívtak – Angelo
- Gólem – Simeon
- Kabaré – Konferanszié
- Mozart – Colloredo
- Sweet Charity – Vittorio Vidal De Palma
- Rómeó és Júlia – Tybalt
- A balkon – Arthur/Hóhér
- A Szépség és a Szörnyeteg – A Szörnyeteg
- Menyasszonytánc – Jonel
- Rudolf – Pfeiffer
- Párizsi élet – Bobinet
- A víg özvegy – Nyegus
- Oltári srácok – Isten
- Szentivánéji álom – Oberon
- Tavaszébredés – Nyugati Teátrum – Minden felnőtt férfi
- West Side Story – Narrátor
- Rebecca, a Manderley-ház asszonya  – Lord Maximilian (Maxim) de Winter
- Koldusopera – Tigris Brown
- Márió és a Varázsló – Cipolla
- Miss Saigon – Professzor
- Abigél – Kőnig tanár úr
- A kaukázusi krétakör – Arkadij Cseidze, az Énekes
- A nyomorultak – Javert
- Bohém Casting – Erdő Ákos
- Jövőre, Veled, Itt! – George
- Ghost – Metrószellem
- A kaméliás hölgy – St.Gaudins
- Elfújta a szél – Rhett Butler
- Az ördög – János
- Isten pénze – Marley
- Özvegyek – Pincér
- Csínom Palkó – Béri Balogh Ádám / Feri
- Lady Budapest – Veres Pál
- Édeskettes hármasban – Vernon
- A bolond lány – Savigné vizsgálóbíró
- Virágot Algernonnak – Dr. Strauss
- Marie Antoinette – Orleans hercege
- A Notre Dame-i toronyőr – Claude Frollo
- Semmelweis – Semmelweis Ignác
- István,a király – Sur
- Apáca show – Curtis Jackson
- A baba – Markó
- Carousel/Liliom – Jigger Craigin
- A Pendragon legenda - Lord Owen Pendragon
- Puskás a musical - Vörös elvtárs
- A Baradlay-legenda: Kőszívű - Rideghváry Bence
- Csak egy kis terápia - Matteo Rocco